# Endoftalmitis
La endoftalmitis, también conocida como endoftalmia, es una padecimiento grave que se caracteriza por la inflamación de la cavidad interna del ojo, comúnmente provocada por una infección bacteriana o fúngica. Puede surgir como una complicación de cualquier cirugía intraocular, y es especialmente común después de las cirugías de cataratas, y puede llevar a la pérdida de visión o incluso la pérdida del ojo en sí.
La infección se puede clasificar en dos tipos: exógena y endógena. La endoftalmitis exógena, la forma más común de la enfermedad, es causada por una infección que se introduce directamente en el ojo, como durante una cirugía o un traumatismo penetrante. Por otro lado, la endoftalmitis endógena ocurre cuando los organismos son transportados a través de los vasos sanguíneos al ojo desde otro sitio de infección, siendo más común en personas con un sistema inmunológico comprometido.
También existen causas no infecciosas de endoftalmitis, que incluyen toxinas, reacciones alérgicas y la retención de cuerpos extraños dentro del ojo. Las inyecciones intravítreas pueden ser una causa poco común de endoftalmitis, con una tasa de incidencia que generalmente es inferior al 0,05%.
La endoftalmitis es una emergencia médica que requiere atención urgente para asegurar un diagnóstico temprano y comenzar el tratamiento lo antes posible, minimizando así el riesgo de pérdida de visión. El tratamiento varía dependiendo de la causa de la endoftalmitis y si es de origen endógeno o exógeno. En casos de sospecha de endoftalmitis exógena, se suele basar el diagnóstico con una biopsia, conocida como punción vítrea o acuosa. Como tratamiento, se administran antibióticos, generalmente por inyección. Tras evaluar la respuesta al tratamiento con antibióticos, se pueden considerar otras opciones de tratamiento, incluyendo la cirugía.

## Signos y síntomas
Los síntomas de la endoftalmitis incluyen dolor ocular intenso, pus o secreción blanca o amarilla en los ojos, pérdida de visión y un marcado enrojecimiento de la conjuntiva. La endoftalmitis bacteriana suele manifestarse con síntomas severos y de aparición repentina. Por otro lado, las infecciones fúngicas suelen tener un inicio más sutil y una gravedad progresiva, con un 80% de las candidiasis oculares (tanto coriorretinitis como endoftalmitis) que no presentan síntomas. Es posible observar hipopión o células inflamatorias en la cámara anterior del ojo.

## Diferencias entre endoftalmitis y panoftalmitis
La endoftalmitis y la panoftalmitis son dos condiciones inflamatorias que afectan al ojo. Aunque a menudo se utilizan los términos de forma indistinta, presentan algunas diferencias clave: La endoftalmitis se caracteriza por una inflamación que se limita al interior del globo ocular, afectando a los tejidos internos y al humor vítreo. En cambio, la panoftalmitis es una condición más grave donde la inflamación no solo afecta al interior del ojo, sino que también se extiende más allá de la esclera, que es la capa más superficial de la pared del globo ocular, llegando a los tejidos adyacentes de la órbita, fuera del ojo.

## Causas
Una revisión sistemática reciente descubrió que, tras una cirugía de cataratas, la transmisión infecciosa más frecuente se debe a la contaminación de una solución intraocular. Hay una amplia variedad de microorganismos exógenos que pueden seguir distintos caminos para llegar al ojo. Estos incluyen el ambiente del quirófano, la máquina de facoemulsificación, los instrumentos quirúrgicos, los anestésicos tópicos, las lentes intraoculares, la solución del autoclave e incluso los hisopos de algodón.
Se estima que la endoftalmitis exógena se presenta en el 0,04% al 0,1% de todas las cirugías de cataratas e inyecciones intravítreas. Por otro lado, entre el 0,9% y el 10% de todos los traumatismos oculares penetrantes resultan en complicaciones de endoftalmitis exógena. Los factores de riesgo para el desarrollo de endoftalmitis tras un traumatismo ocular penetrante incluyen un retraso (usualmente más de 24 horas) en la sutura de la herida, la implicación de objetos metálicos en el traumatismo, la ruptura del cristalino y la retención de un cuerpo extraño en el ojo. La endoftalmitis asociada con Bacillus cereus se distingue por un curso clínico particularmente agresivo y una rápida pérdida de la visión.
Se estima que la endoftalmitis endógena representa entre el 2% y el 15% de todos los casos de endoftalmitis. El diagnóstico puede ser un desafío ya que entre el 30% y el 60% de las personas con endoftalmitis endógena no presentan fiebre, y los hemocultivos resultan positivos solo en el 30% al 55% de los casos y únicamente en el 6% de aquellos con endoftalmitis por Candidiasis. Las fuentes fúngicas de endoftalmitis endógena suelen encontrarse en personas inmunodeprimidas.

## Diagnóstico
La endoftalmitis se diagnostica clínicamente con base en signos y síntomas, así como a un examen ocular y general. La confirmación del diagnóstico se realiza mediante un cultivo microbiológico intraocular, que implica la extracción del humor acuoso o humor vítreo a través de una vitrectomía. En los casos de endoftalmitis endógena, que se debe a fuentes endógenas que provocan bacteriemia o fungemia, se pueden realizar cultivos de sangre para ayudar en el diagnóstico. El 30% de las endoftalmitis infecciosas no presentan cultivos positivos, siendo más común encontrar cultivos negativos en las endoftalmitis causadas por hongos.

## Tratamiento
En la endoftalmitis bacteriana, se recomienda las inyecciones intravítreas de vancomicina (que actúa contra bacterias grampositivas) y ceftazidima (que actúa contra bacterias gramnegativas). Aunque los antibióticos pueden tener efectos adversos en la retina en altas concentraciones, dado que la agudeza visual se deteriora en el 65% de los pacientes con endoftalmitis y el pronóstico empeora cuanto más tiempo se deja sin tratar la infección. Los hongos patógenos se tratan con inyecciones intravítreas de anfotericina B o voriconazol. En algunos casos, puede ser necesario realizar una enucleación ocular para eliminar la infección.